# Élections cantonales de 1895 dans la Mayenne
Les élections cantonales françaises de 1895 ont eu lieu le 28 juillet et 4 août 1895.

## Résultats pour le conseil général

### Arrondissement de Laval

#### Canton de Chailland
|                      | Alfred Dominique * | Opportuniste | 1759 |  |  |  |
|                      | Besneux            | Monarchiste  | 1349 |  |  |  |
|                      |                    |              |      |  |  |  |
| Inscrits             | Inscrits           | Inscrits     | 4052 |  |  |  |
| Votants              | Votants            | Votants      | 3431 |  |  |  |
| Exprimés             |                    |              |      |  |  |  |
| * Conseiller sortant |                    |              |      |  |  |  |

#### Canton de Laval-Est
|                      | Victor Boissel * | Opportuniste | 1 894 |  |  |  |
|                      | Cellier          | Monarchiste  | 1 284 |  |  |  |
|                      |                  |              |       |  |  |  |
| Inscrits             | Inscrits         | Inscrits     | 4 876 |  |  |  |
| Votants              | Votants          | Votants      | 3 573 |  |  |  |
| Exprimés             |                  |              |       |  |  |  |
| * Conseiller sortant |                  |              |       |  |  |  |

#### Canton de Laval-Ouest
| Candidats             | Candidats                   | Étiquette    | Premier tour | Premier tour | Deuxième tour | Deuxième tour |
| Candidats             | Candidats                   | Étiquette    | Voix         | %            | Voix          | %             |
| --------------------- | --------------------------- | ------------ | ------------ | ------------ | ------------- | ------------- |
|                       | Christian d'Elva *          | Monarchiste  | 2 291        |              |               |               |
|                       | Théophile Souchu-Servinière | Opportuniste | 1 820        |              |               |               |
|                       |                             |              |              |              |               |               |
| Inscrits              | Inscrits                    | Inscrits     | 5 787        |              |               |               |
| Votants               | Votants                     | Votants      | 4 462        |              |               |               |
| Exprimés              |                             |              |              |              |               |               |
| * Conseiller sortant. |                             |              |              |              |               |               |

#### Canton de Loiron
|                      | Henri de Vaujuas-Langan * | Monarchiste | 2146 |  |  |  |
|                      |                           |             |      |  |  |  |
| Inscrits             | Inscrits                  | Inscrits    | 3325 |  |  |  |
| Votants              | Votants                   | Votants     | 2458 |  |  |  |
| Exprimés             |                           |             |      |  |  |  |
| * Conseiller sortant |                           |             |      |  |  |  |

### Arrondissement de Château-Gontier

#### Canton de Cossé-le-Vivien
| Candidats            | Candidats                        | Étiquette    | Premier tour | Premier tour | Deuxième tour | Deuxième tour |
| Candidats            | Candidats                        | Étiquette    | Voix         | %            | Voix          | %             |
| -------------------- | -------------------------------- | ------------ | ------------ | ------------ | ------------- | ------------- |
|                      | Charles Bodard de La Jacopière * | Monarchiste  | 1 075        |              | 1 011         |               |
|                      | Charles-Pierre Hesteau           | Opportuniste | 1 174        |              | 1 254         |               |
|                      |                                  |              |              |              |               |               |
| Inscrits             | Inscrits                         | Inscrits     | 2954         |              | 2956          |               |
| Votants              | Votants                          | Votants      | 2233         |              |               |               |
| Exprimés             |                                  |              |              |              |               |               |
| * Conseiller sortant |                                  |              |              |              |               |               |

#### Canton de Craon
|                      | Duc Louis-Alphonse de Broglie | Monarchiste  | 1469 |  |  |  |
|                      | Pierre Monnier *              | Opportuniste | 1042 |  |  |  |
|                      |                               |              |      |  |  |  |
| Inscrits             | Inscrits                      | Inscrits     | 3478 |  |  |  |
| Votants              | Votants                       | Votants      | 2698 |  |  |  |
| Exprimés             |                               |              |      |  |  |  |
| * Conseiller sortant |                               |              |      |  |  |  |

#### Canton de Saint-Aignan-sur-Roë
| Candidats            | Candidats        | Étiquette   | Premier tour | Premier tour | Deuxième tour | Deuxième tour |
| Candidats            | Candidats        | Étiquette   | Voix         | %            | Voix          | %             |
| -------------------- | ---------------- | ----------- | ------------ | ------------ | ------------- | ------------- |
|                      | Anatole Pouria * | Monarchiste | 1 443        |              |               |               |
|                      |                  |             |              |              |               |               |
| Inscrits             |                  |             |              |              |               |               |
| Votants              |                  |             |              |              |               |               |
| Exprimés             |                  |             |              |              |               |               |
| * Conseiller sortant |                  |             |              |              |               |               |

### Arrondissement de Mayenne

#### Canton de Gorron
|                      | Maurice Le Ray d'Abrantès, duc d'Abrantès | ex Bonap. | 1701 |  |  |  |
|                      |                                           |           |      |  |  |  |
| Inscrits             |                                           |           |      |  |  |  |
| Votants              | Votants                                   | Votants   | 2872 |  |  |  |
| Exprimés             | Exprimés                                  | Exprimés  | 1925 |  |  |  |
| * Conseiller sortant |                                           |           |      |  |  |  |

#### Canton d'Ambrières-les-Vallées
|                       | Émile Martin *                            | Opportuniste       | 1329 |  |  |  |
|                       | "Louis" Marie-Jean Trippier de Lagrange * | Ex. Bonap., Droite | 735  |  |  |  |
|                       |                                           |                    |      |  |  |  |
| Inscrits              | Inscrits                                  | Inscrits           | 2598 |  |  |  |
| Votants               | Votants                                   | Votants            | 2166 |  |  |  |
| Exprimés              |                                           |                    |      |  |  |  |
| * Conseiller sortant. |                                           |                    |      |  |  |  |

#### Canton de Mayenne-Est
|                      | César Léon Chabrun * | Monarchiste | 2391 |  |  |  |
|                      |                      |             |      |  |  |  |
| Inscrits             | Inscrits             | Inscrits    | 3745 |  |  |  |
| Votants              | Votants              | Votants     | 2823 |  |  |  |
| Exprimés             |                      |             |      |  |  |  |
| * Conseiller sortant |                      |             |      |  |  |  |

#### Canton de Mayenne-Ouest
|                       | Georges Denis * | Opportuniste | 2296 |  |  |  |
|                       |                 |              |      |  |  |  |
| Inscrits              | Inscrits        | Inscrits     | 3745 |  |  |  |
| Votants               | Votants         | Votants      | 2823 |  |  |  |
| Exprimés              |                 |              |      |  |  |  |
| * Conseiller sortant. |                 |              |      |  |  |  |

#### Canton de Landivy
|                      | Édouard-Félix Taillandier * | Opportuniste | 2436 |  |  |  |
|                      |                             |              |      |  |  |  |
| Inscrits             | Inscrits                    | Inscrits     | 3299 |  |  |  |
| Votants              | Votants                     | Votants      | 2644 |  |  |  |
| Exprimés             |                             |              |      |  |  |  |
| * Conseiller sortant |                             |              |      |  |  |  |

#### Canton d'Ernée
|                      | Amédée Renault-Morlière * | Opportuniste | 2 312 |  |  |  |
|                      |                           |              |       |  |  |  |
| Inscrits             | Inscrits                  | Inscrits     | 3768  |  |  |  |
| Votants              | Votants                   | Votants      | 2770  |  |  |  |
| Exprimés             |                           |              |       |  |  |  |
| * Conseiller sortant |                           |              |       |  |  |  |

## Élection partielle durant le mandat
Il y a eu plusieurs élections partielles durant ce mandat à la suite des décès d'Anatole Pourria, et de Maurice Le Ray, duc d'Abrantès.
| Candidat et parti politique | Candidat et parti politique         | Candidat et parti politique | Premier tour | Premier tour | Second tour | Second tour |
| Candidat et parti politique | Candidat et parti politique         | Candidat et parti politique | Voix         | %            | Voix        | %           |
| --------------------------- | ----------------------------------- | --------------------------- | ------------ | ------------ | ----------- | ----------- |
|                             | Comte René-Joseph-Victor du Boberil | Monarchiste                 | 1404         |              |             |             |
|                             | Fourcault                           | Opportuniste                | 1283         |              |             |             |
|                             |                                     |                             |              |              |             |             |
| Inscrits                    | Inscrits                            | Inscrits                    | 3456         |              |             |             |
| Abstentions                 |                                     |                             |              |              |             |             |
| Votants                     | Votants                             | Votants                     | 2 702        |              |             |             |
| Blancs et nuls              |                                     |                             |              |              |             |             |
| Exprimés                    |                                     |                             |              |              |             |             |

| Candidat et parti politique | Candidat et parti politique | Candidat et parti politique | Premier tour | Premier tour | Second tour | Second tour |
| Candidat et parti politique | Candidat et parti politique | Candidat et parti politique | Voix         | %            | Voix        | %           |
| --------------------------- | --------------------------- | --------------------------- | ------------ | ------------ | ----------- | ----------- |
|                             | Charles Daniel              | Indépendant nationaliste    | 1867         |              |             |             |
|                             | Corbeau                     | Opportuniste                | 782          |              |             |             |
|                             |                             |                             |              |              |             |             |
| Inscrits                    | Inscrits                    | Inscrits                    | 3556         |              |             |             |
| Abstentions                 |                             |                             |              |              |             |             |
| Votants                     | Votants                     | Votants                     | 2 665        |              |             |             |
| Blancs et nuls              |                             |                             |              |              |             |             |
| Exprimés                    |                             |                             |              |              |             |             |

## Sources
- La Mayenne, 31 juillet 1895
- La Gazette de Château-Gontier, 8 août 1895